# Vendetta (película de 2015)
Vendetta es una película de acción dirigida por Soska sisters. Es la primera película en las series Action Six-Pack. La película fue estrenada en cines el 12 de junio de 2015.

## Trama
Un detective serio y profesional comete deliberadamente un delito y es llevado a la cárcel, lo que le permite la oportunidad de buscar venganza en servir a un criminal condenado a cadena perpetua por asesinar brutalmente a su esposa embarazada.

## Reparto
- Dean Cain es Mason.
- Michael Eklund es Warden Snyder.
- Kyra Zagorsky es Jocelyn.
- Ben Hollingsworth es Joel Gainer.
- Big Show es Victor.
- Aleks Paunovic es Griffin.
- Adrian Holmes es Drexel.
- Jonathan Walker es Lester.
- Juan Riedinger es Booker.
- Uros Certic es Marco.
- Matthew MacCaull es Ben.
- Paul Anthony es Daddy Mak.

## Producción
Vandetta fue filmada en Coquitlam, Columbia Británica, Canadá.